# Le Tari
Le Tari (Ohio, 21 aprile 1946 – Los Angeles, 4 aprile 1987) è stato un attore statunitense.
I suoi tratti distintivi erano l'imponente statura fisica, ampi baffi e mascella prominente. Dagli anni settanta, è apparso come ospite in programmi televisivi come I Jefferson, Starsky & Hutch e Happy Days, e in film come Fast Break e Il campo di cipolle.
Durante gli anni ottanta, ha avuto un ruolo ricorrente nella sitcom Il mio amico Arnold, dove interpretava Ted Ramsey, il padre adottivo del migliore amico di Arnold, Dudley, interpretato da Shavar Ross. Successivamente, è apparso nel film del 1987 Donne amazzoni sulla Luna.
Tari è morto a causa di un infarto nel 1987, all'età di soli 40 anni. Il suo corpo è stato sepolto nel cimitero di Inglewood, in California.